# Arno Breker

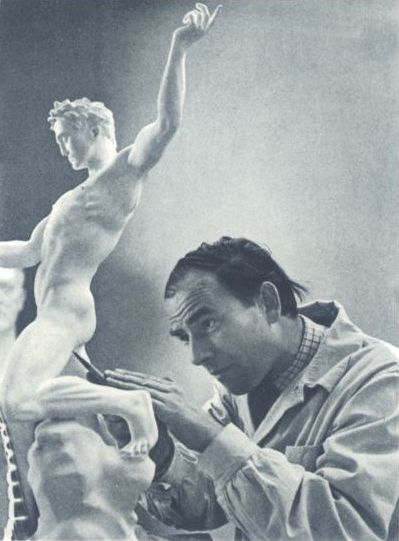
Breker aan het werk, eind jaren dertig

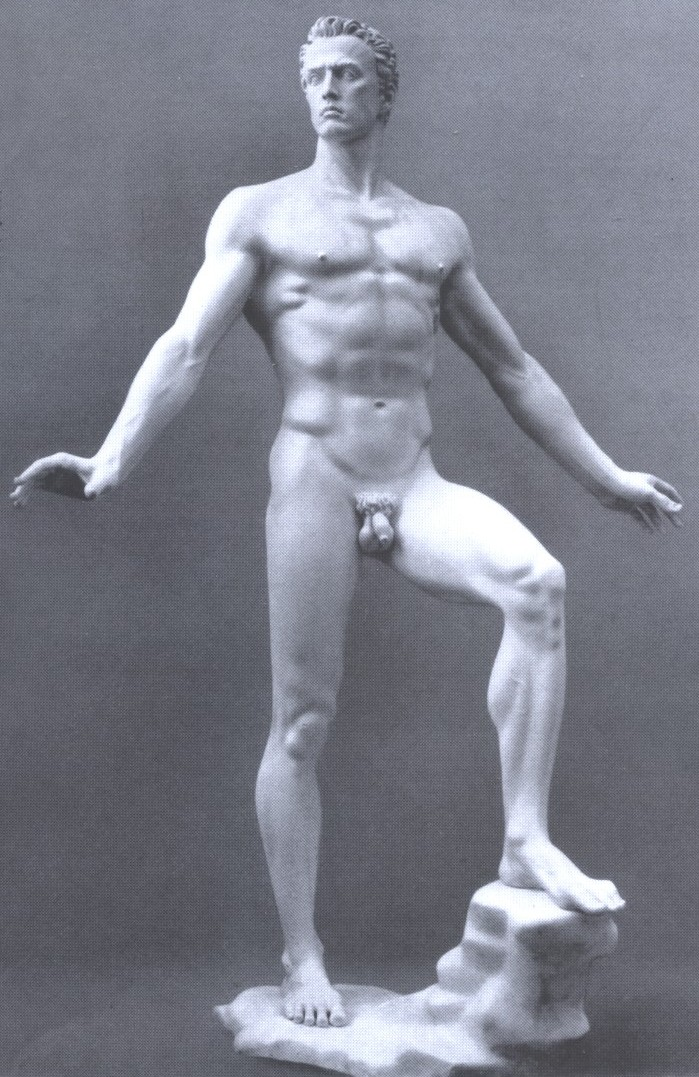
Der Sieger, 1939

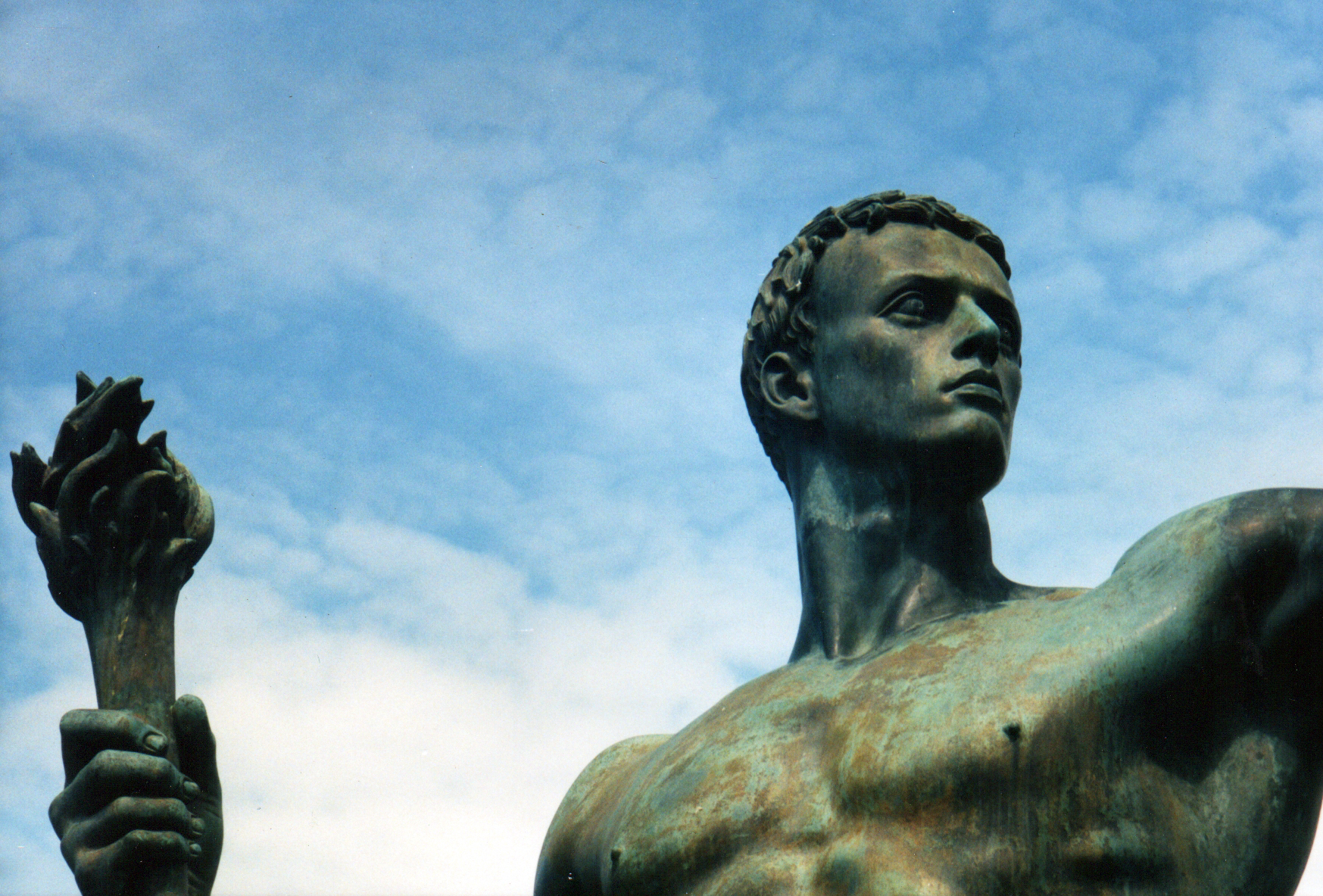
Fackelträger II, 1940

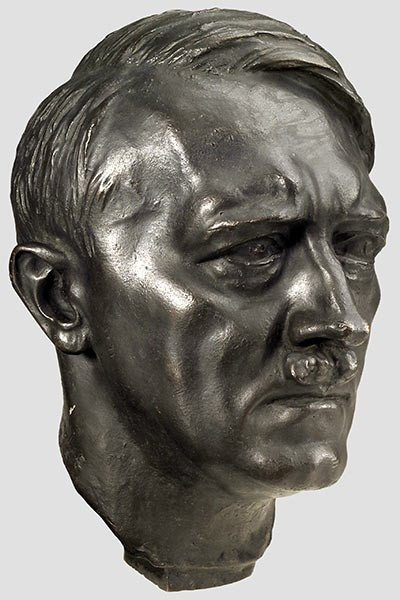
Adolf Hitler, brons, 1938

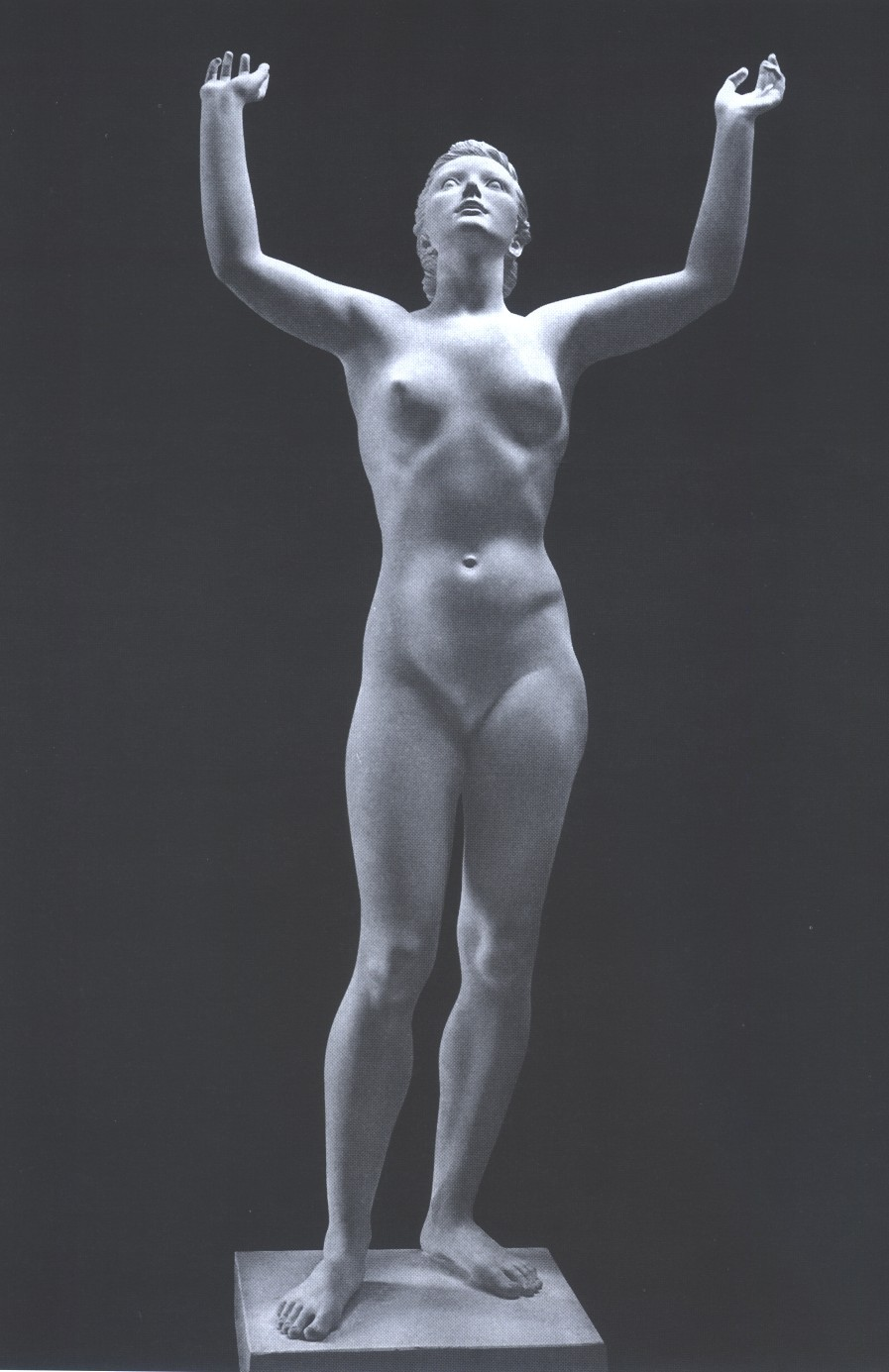
Eos, 1939

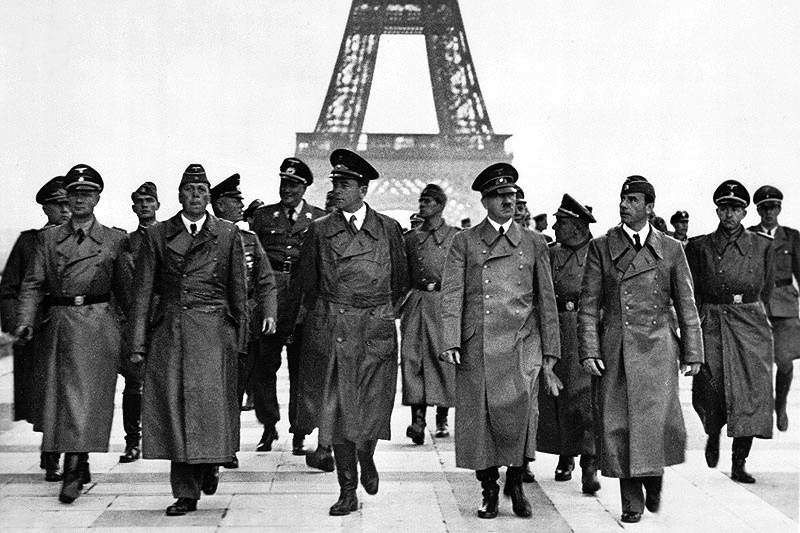
Parijs, 23 juni 1940; op de voorgrond SS-Gruppenführer Wolff, Architekt Hermann Giesler, Albert Speer, Adolf Hitler en Arno Breker

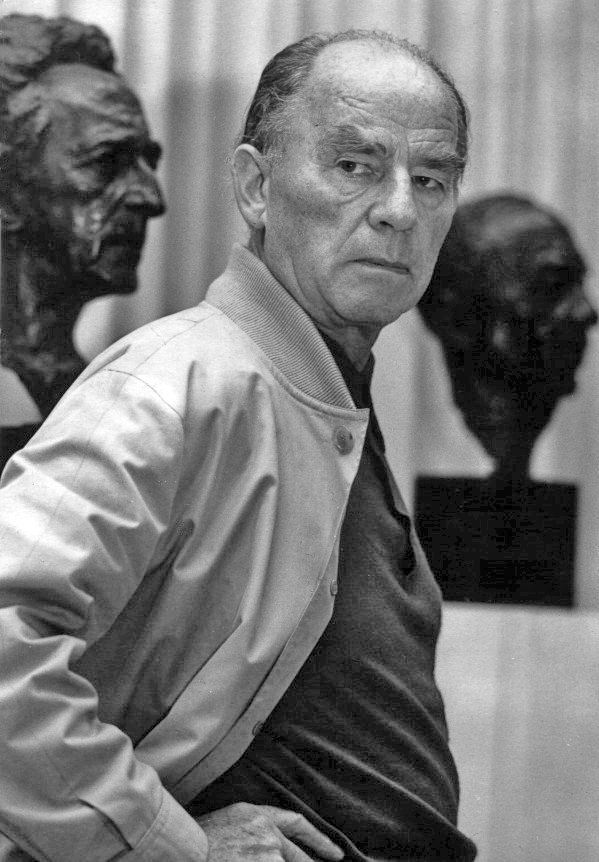
Atelier Düsseldorf, 1972

Arno Breker (Elberfeld, 19 juli 1900 - Düsseldorf, 13 februari 1991) was een van de bekendste, maar ook meest omstreden, Duitse beeldhouwers van de 20e eeuw. Omstreden, omdat hij in hoge mate betrokken was bij de ontwikkeling van de zogenaamde "Arische" of ook wel "nationaalsocialistische" kunst (speciaal beeldhouwkunst en architectuur) tijdens het Derde Rijk.

## 1916-1925: vooropleiding en kunstacademie
Als oudste zoon van een steenhouwersfamilie (specialiteit grafmonumenten) leerde hij de beginselen van het handwerk (Steinmetz) in de werkplaats van zijn vader. Na de middelbare school bezocht hij eerst de Kunstgewerbeschule in zijn woonplaats Elberfeld (dat later een onderdeel werd van Wuppertal) (anatomie- en tekencursus). Daar raakte hij vooral onder indruk van het beeldhouwwerk van Auguste Rodin, een liefde die zijn hele leven zou blijven bestaan. Intussen had hij de feitelijke leiding over het familiebedrijf nadat zijn vader in militaire dienst was opgeroepen.
Na pogingen om in München bij de bekende hoogleraar beeldhouwkunst Adolf von Hildebrand lessen te volgen, die wegens gebrek aan financiën niet doorgingen, studeerde hij van 1920 tot 1925 Plastik en Architektur aan de Kunstacademie Düsseldorf bij onder anderen Hubert Netzer en Wilhelm Kreis.
Na aanvankelijke pogingen in de richting van meer abstract beeldhouwwerk (schaalvorm in en met metaalconstructies), richtte hij zich na 1922 meer naar klassieke, post-kubistische beeldvormen. Intussen nam hij met succes deel aan beeldhouw- en architectuurprijsvragen. Zo richtte hij onder andere in 1922 een zaal in (paraplu-achtige pijlers en abstracte figuren) voor de Düsseldorfse Akademie. In Weimar maakte hij kennis met Paul Klee en Walter Gropius (Bauhaus).
Eind 1924 bezocht hij voor het eerst Parijs, financieel mogelijk gemaakt door de verkoop van een weibliche Plastik (een torso van een naakte vrouw), een genre dat hij levenslang zou blijven beoefenen. In Parijs werd hij opgenomen in de cirkel van bekende kunstenaars onder andere Cocteau, Picasso en Jean Renoir, maar ook van kunsthandelaren als Daniel-Henry Kahnweiler (Picasso-werk) en Alfred Flechtheim, die overigens vanaf 1929 Brekers werk zou vertegenwoordigen.
Gedurende 1925 en 1926 won hij verschillende prijzen, vooral voor ontwerpen van beelden die met architectuur samenhangen zoals het Kriegerdenkmal in Rheinberg-Budberg. Daarnaast ontwikkelde hij zijn portretkunst verder met koppen van bekende figuren als Friedrich Ebert en Otto Dix in brons of steen.

## 1927-1934: Parijs
In 1927 vertrok Arno Breker naar Parijs, waar hij aanvankelijk in voorstad Gentilly woonde. Hij legde tal van contacten met bekende Franse en internationale kunstenaars zoals Charles Despiau, Aristide Maillol, Man Ray, James Joyce, Constantin Brancusi, Jean Cocteau, Maurice de Vlaminck, Fernand Léger, Ernest Hemingway, Georg Kolbe, Salvador Dalí en Alexander Calder (die een jaar in Brekers atelier aan de Avenue d'Orléans woonde en draadfiguren en andere mobiles maakte, die hij op de maat van Duitse marsmuziek liet ronddraaien).
In 1927 reisde Breker door Noord-Afrika. In een reeks etsen en lithografieën beeldde Breker impressies van het landschap aldaar uit. Hij bezocht de beeldhouwer Maillol in Banyuls-sur-Mer (vlak bij de Spaanse grens) en er ontwikkelde zich een vriendschap die tot Maillols dood in 1944 zou blijven bestaan.
Van groot belang voor de ontwikkeling/het gieten van bronzen beelden was een techniek die Breker in deze jaren ontwikkelde: hij sleep namelijk de negatieve gipsvormen zeer zorgvuldig uit, waardoor zeer gladde gietvormen mogelijk gingen worden.
Hij ontving vele opdrachten voor beelden uit binnen- en buitenland, (mede door de inzet van zijn kunsthandelaar Albert Flechtheim) en werd zo binnen enkele jaren een van de meestgevraagde en bestbetaalde beeldhouwers.
De toekenning in 1932 van de (Duitse) Prix de Rome (Rom-Preis des preussischen Kulturministerium) op grond van zijn oeuvre tot dan toe, maakte een eenjarig verblijf in Rome in Villa Massimo mogelijk. Hij bezocht ook Florence en Napels. Breker werd diep getroffen door het werk van Michelangelo, bestudeerde de klassieke kunst in beeld en gebouw en raakte onder de indruk van de stedenbouw, elementen die later in zijn eigen (neoclassicistische) ontwerpen voor nieuwbouw in het Derde Rijk terugkwamen.

## 1934-1945: nazi-Duitsland
Op aandringen van de schilder Max Liebermann keerde hij in 1934, na zeven jaar in Frankrijk te hebben geleefd, terug naar Duitsland. Daar betrok hij samen met zijn geliefde (de Griekse Demetra Messala, met wie hij in 1937 ook officieel trouwde) een woning en atelier in Berlijn. Hij kreeg opdrachten voor beelden en portretten, onder andere een dodenmasker van Liebermann in 1935. Als jurylid voor een tentoonstelling in Beieren zette hij zich samen met Georg Kolbe in voor meer tolerantie naar moderne kunstenaars (zoals Käthe Kollwitz), maar dat was tevergeefs. Hij ontwierp beelden voor het nazibewind (bijvoorbeeld Ministerie van Financiën en Versuchsanstalt für Luftfahrt in Adlershof).
1936 werd een belangrijk jaar voor Breker: zijn beelden Zehnkämpfer en Die Siegerin voor de Olympische Spelen in Berlijn van 1936 werden bekroond met de zilveren medaille. De jury had hem goud willen verlenen, maar om politieke redenen wilde Adolf Hitler dat een Italiaan de eerste prijs kreeg. De twee beelden, beide meer dan drie meter hoog, werden tentoongesteld op het Reichssportfeld en waren een geweldig succes. Als model voor de beelden stonden bekende sporters zoals de tienkamper Gustav Stührk. Hitler was zeer onder de indruk van Brekers werk en mede daardoor kreeg hij de nodige opdrachten vanuit verschillende regeringsinstanties. Beroemd werden zijn borstbeelden van onder andere Speer, Goebbels en vooral van Hitler zelf (dat in heel Duitsland als "staatsportret" in allerlei gebouwen aanwezig was).
Op 30 april 1937 kreeg Breker door Hitler persoonlijk de titel "professor" toegekend. Hitler bepaalde dat Breker met voorrang moest werken aan het ontwerpen (Neugestaltung) van een nieuw Berlijn. Er ontstond een langdurige vriendschap met Hitlers hoofdarchitect Albert Speer. Er schijnen opnamen te bestaan waarop Hitler, Speer en Breker zich in nachtelijke uren buigen over de megalomane ontwerpen, terwijl intussen steden worden plat gebombardeerd. Overigens was het dankzij Hitlers bewondering voor Breker mogelijk om tijdens het nazibewind bepaalde politiek minder gewenste kunstenaars een helpende hand te bieden.
Los daarvan draaide hij echter volledig mee in de propaganda voor "nieuwe" nazicultuur: beelden voor de ingang van de nieuwe Reichskanzlei: een fakkeldrager en een zwaarddrager. Deze waren nogal omstreden omdat volgens Breker zelf de fakkeldrager symbool van de nieuwe cultuurgeest in het volk zou zijn, en de zwaarddrager de verdediging van dat volk, maar volgens de meerderheid, en Hitler zelf, respectievelijk uitbeelding van de nazipartij en de Wehrmacht). Verder maakte hij een ontwerp voor een enorme triomfboog en 24 reliëfs voor een 240 meter lange overwinningsgalerij met daarin 50 figuren en 18 paarden. Een gedeelte van die reliëfs was tijdig klaar: Kameraden, Opfer, Fackeltrager, Rächer, Wächter, Vergeltung enz. Ook voor het beroemd/beruchte Zeppelinfeld in Neurenberg schiep hij tribunenbeelden. Breker was op dat moment een van de hoogverheven en waanzinnig goed betaalde Lieblingskünstler van Adolf Hitler. Om al zijn ontwerpen ook inderdaad te realiseren betrok Breker met staatsgelden enorme ateliers in Jäckelsbruch en Wriezen waar tientallen kunstenaars en handwerkslieden (waaronder veel Franse krijgsgevangenen) de enorme ontwerpen (beelden en reliëfs) in gips, steen of brons realiseerden.
In juni 1940 wordt Breker door Speer uitgenodigd om Hitler te vergezellen op zijn tocht door het pas veroverde Parijs: Ich möchte von Künstlern umgeben sein (ik wil door kunstenaars omringd zijn), zou Hitler volgens Breker gezegd hebben. De belangstelling van Hitler en Breker voor stedenbouw en architectuur bracht hen nog dichter bij elkaar.
Op 15 mei 1942 opende een uitvoerige Breker-tentoonstelling in de orangerie van de Tuilerieën die door ruim 12.000 personen werd bezocht waaronder vele bekende kunstenaars uit binnen- en buitenland. Ook de jaren daarop waren er verschillende tentoonstellingen van Brekers werk in verscheidene Duitse steden (Keulen 1943, Potsdam 1944), en het was niet verwonderlijk dat zijn werk telkenmale ruimschoots aanwezig was op de bekende jaarlijkse Kunstausstellung in München.
Kenmerkend waren de (nogal classicistische) krijgshaftige gestalten van de mannen en de Venusachtige figuren van de vrouwelijke naakten, zoals die overigens ook in andere typische NS-kunst veel voorkwamen ("NS-realisme").
Breker was (samen met Josef Thorak) een van de grote corifeeën van de (nazi-)beeldhouwkunst. Beiden stonden op de lijst van twaalf "onvervangbare kunstenaars" die Hitler had samengesteld als aanvulling op de "Gottbegnadeten-Liste", de lijst met de 1.041 belangrijkste kunstenaars in het Derde Rijk. Er verschenen een aantal boeken met zijn werken, en zeer geliefd waren de tienduizenden fotokaarten van zijn kunstwerken die bij tentoonstellingen en in kunst- en boekhandel afzonderlijk werden verkocht en waarvan de vooral de afbeeldingen van vrouwelijke naakten een vast onderdeel waren van vele soldatenransels. Bijna allemaal waren dit foto's gemaakt door Charlotte Rohrbach.
Tot vlak voor het einde van de oorlog bleef Breker in zijn ateliers werken. Daarna vluchtte hij voor de oprukkende Russische troepen naar het Zuid-Duitse Wemding in Beieren.

## Na de Tweede Wereldoorlog
In Wemding leefde Breker enige tijd nogal teruggetrokken. Wel vernieuwde hij de contacten met zijn oude Franse vrienden. Hij maakte voornamelijk tekeningen en aquarellen. In 1948 werd hij bij de denazificatie als "meeloper" tot een boete van 100 DM veroordeeld. In zijn voordeel werd daarbij meegerekend dat hij zich tijdens het naziregime voor verschillende (ook Joodse) vervolgden had ingezet.
In 1950 verhuisde hij naar Düsseldorf en daarna kwamen de eerste opdrachten weer binnen, zowel beelden (portretten) als architectuur (bijvoorbeeld in 1951 het Gerling-Hochhaus in Keulen, dat wegens de overeenkomst met vroegere nazi/Speer-gebouwen in de volksmond de naam kleine Reichskanzlei kreeg). Binnen enkele jaren was hij weer even gevraagd als vroeger, en portretten van onder andere Konrad Adenauer, Ludwig Erhard, Salvador Dalí en Ezra Pound vormden de basis voor stevige honoraria. In 1956 overleed zijn vrouw Demetra, in 1958 trouwde hij met de 26 jaar jongere Charlotte Kluge die voor een vaste familiebasis zorgde. Zij kregen twee kinderen.
Tot ver in de jaren tachtig zou hij met portretteren doorgaan: bustes van onder andere Jean Cocteau, Hassan II van Marokko, Frans Liszt, Anwar Sadat, Léopold Senghor, Menachem Begin, Gerhart Hauptmann, Peter en Irene Ludwig. Hij onderhield contacten met veel moderne kunstenaars waaronder Henry Moore en Marc Chagall.
Begin jaren 80 werden weer de eerste naoorlogse Breker-tentoonstellingen georganiseerd (Zürich, Mettmann, Wenen) die op flinke weerstand stuitten wegens Brekers betrokkenheid bij het Derde Rijk. Zo moest Zürich de deuren sluiten en werd de opening van de Brekertentoonstelling in Berlijn op 21 mei 1981 door 400 demonstranten verstoord.
Tot aan zijn dood bleef Breker aan het werk met bustes, tekeningen en lithografieën.
De familie Bodenstein stelt in 1980 Schloss Nörvenich  in de gelijknamige gemeente ten westen van Keulen ter beschikking als vaste tentoonstellingsruimte voor Brekers werk. Vanaf 1983 fungeert het slot ook als daadwerkelijk museum en archief voor Breker.
Breker kreeg in 1986 de opdracht de koppen van chocoladefabrikant en museumstichter Peter Ludwig en zijn vrouw Irene in marmer en brons uit te voeren. Gevraagd naar zijn motieven om de beruchte beeldhouwer uit de nazitijd hiervoor te vragen, antwoordde Ludwig dat Breker een uitstekende portrettist was, die niet genegeerd kan worden.
Op 13 februari 1991 overleed Arno Breker in Düsseldorf. Onder grote, ook internationale, belangstelling werd zijn lichaam op 19 februari op het Nordfriedhof bijgezet.

## Breker-tentoonstelling Schwerin 2006
Van 22 juli tot 22 oktober 2006 vond in Schwerin (Schleswig-Holstein-Haus) de eerste naoorlogse openbare en door een overheidsinstantie opgezette (niet door particuliere musea of galeriehouders, maar door het Kulturministerium des Landes Mecklenburg-Vorpommern) tentoonstelling plaats van Brekers oeuvre. Ondanks of net dankzij de polemiek in de media werd het een enorm succes: meer dan 35.000 personen, velen voor het eerst, konden het werk van de omstreden kunstenaar in werkelijkheid aanschouwen. Uit reacties van de bezoekers bleek dat Breker vooral in de traditie van Michelangelo, Rodin e.d. werd gezien en dat voor velen ook de nazi-achtige beelden zeker geplaatst konden worden in de lijn van klassiek of (neo)classicistisch werk uit vroegere eeuwen. Vooral motieven als ruiter met paard, piëta (moeder met gewonde zoon), strijdbare held en gladde (venus)figuur schijnen aan te sluiten bij de traditie. Wegens grote belangstelling moest de catalogus met boeiende inleidingen over Brekers werk flink worden bijgedrukt.

## Afbeeldingen
De auteursrechten voor alle Breker-kunstwerken berust bij Museum Arno Breker/MARCO-VG in Bonn.

## Tentoonstellingen met werk van Breker

### 1970-2006
- 1972 Galerie MARCO, Bonn (en volgende jaren)
- 1974 Frankrijk: Paris Galerie Le petit Pommery
- 1978 Oostenrijk: Salzburger Kulturvereinigung, Salzburg
- 1976 Frankrijk: Parijs, Galerie Art 206.
- 1981 Berlijn, Studio de L'Art
- 1982 Frankrijk: Galerie de Beaux Art, Paris
- 1985 USA US-Museum of European Art, New York
- 1990 Museum Europäische Kunst 52388 Nörvenich/Schloss: "Arno Breker 90 Jahre", Retrospectief in aanwezigheid van Breker en 1400 gasten uit heel de wereld
- 2000 Berlijn: Jahrhundert-Ausstellung Altes Museum
- 2000 Galerie für gegenständliche Kunst, Kirchheim/Teck
- 2000/2001 Martin-Gropius-Bau Berlin: Wunderkammern des Wissens.
- 2001 England: Leeds, Henry-Moore-Institute "Taking Positions".
- 2001/2002 Berlin Georg Kolbe-Museum, "Taking Positions".
- 2002 Bremen Gerhard Marcks-Haus, "Taking Positions".
- 2002 Clemens-Sels Museum, Neuss: Moissey Kogan
- 2002 Staatskanzlei München: Konrad Adenauer - Deutscher und Europäer.
- 2002/2003 Haus der Geschichte der Bundesrepublik Deutschland: Leni Riefenstahl.
- 2003 Münchner Stadtmuseum: Richard Wagner.
- 2004/2005 Museum Cité de la Musique Parijs.
- 2006 Schwerin, Schleswig-Holstein-Haus.
- 2007 Berlijn Deutsches Historisches Museum (Pei-Bau). "Kunst und Propaganda im Streit der Nationen 1930-1945". (Duitsland, Sovjet-Unie, Italië, USA) van 26 januari tot 29 april 2007.
- 2007 Barcelona: Fundació Caixa Catalunya. "Das Dritte Reich und die Musik" (26.02. bis 27.05.2007)

## Galerij

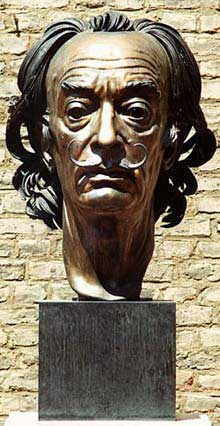
Salvadore Dalí, brons 1975
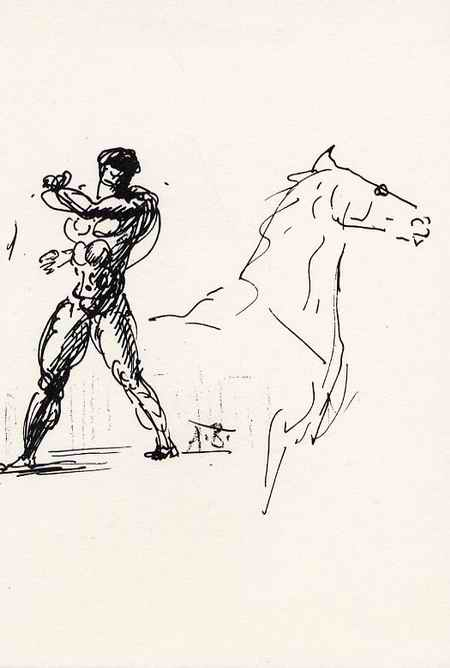
Man met Paard, litho 1982
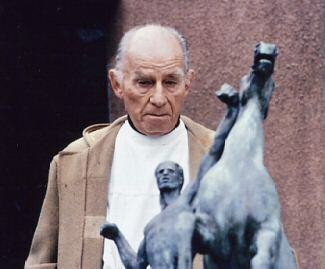
Arno Breker omstreeks 1982

## Externe links

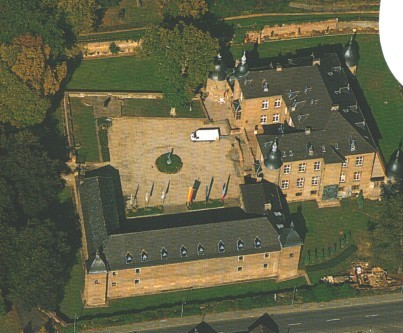
Arno Breker-Museum Schloss Nörvenich